# Octopus insularis
O Octopus insularis é uma espécie de polvo encontrada no Brasil. Sendo mais comum no litoral nordeste. Inicialmente fora classificada como Octopus vulgaris (comum no litoral sudeste, porém fora reclassificada como espécie distinta após estudos no ano de 2008.
É uma espécie robusta, menor que O. vulgaris, tendo um comprimento do manto ("cabeça" dos moluscos) em torno dos 12 cm. Habita arrecifes de rochas e coral deste o Pará até a Bahia, além de diversas ilhas próximas a costa do nordeste brasileiro, sendo muito comum em Fernando de Noronha.

## Biologia
Espécie bentônica que habita águas quentes e relativamente rasas (raramente a mais de 30 m), geralmente próximos a recifes de coral ou rochas, os quais lhe proporcionam abrigo. Como todos os polvos, trata-se de um predador, alimentando-se principalmente de pequenos caranguejos e moluscos menores, sendo que também inclui em sua dieta peixes e vermes marinhos.
Seus principais predadores incluem moreias, araias e tubarões.

## Reprodução
Esta é uma espécie de reprodução e crescimento rápidos. O acasalamento ocorre ao longo de todo ano, embora tenha uma maior frequência entre os meses de junho e agosto. Acredita-se que, após o acasalamento em águas rasas e costeiras, as fêmeas busquem tocas em águas oceânicas mais profundas, onde depositam mais de 200 ovos, com cerca de 1,5 mm cada.
As larvas são pelágicas e atingem a maturidade sexual quando o comprimento do manto atinge cerca de 8 cm para os machos e 9,5 cm para as fêmeas. Sua longevidade chega aos 2 anos.

## Pesca
Sua considerável abundância nas regiões que habita lhe proporciona valor comercial para pesca, sendo que propostas de manejo visam limitar a captura apenas para espécimes com mais de 8 cm de comprimento do manto e que habitem aguas com mais de 2 m de profundidade.
A alta taxa de reprodução e o rápido crescimento vistos na espécie também contribuem para o aumento de seu potencial economico.